# Beta Pictoris b
Beta Pictoris b är en exoplanet som kretsar runt Beta Pictoris 63 ljusår från jorden. Dess avstånd från sin stjärna är åtta gånger avståndet mellan jorden och solen. Den är över 16 gånger större än jorden, och dess massa är 3000 gånger jordens. Rotationshastigheten vid dess ekvator är 100 000 kilometer i timmen (Jupiter har 47 000 km/h och jorden 700 km/h). Beta Pictoris b är 20 miljoner år gammal. I framtiden förväntas den svalna av och krympa, vilket kommer att få den att rotera snabbare.